# Брюстер-Гілл (Нью-Йорк)
Брюстер-Гілл (англ. Brewster Hill) — переписна місцевість (CDP) в США, в окрузі Патнем штату Нью-Йорк. Населення — 1924 особи (2020).

## Географія
Брюстер-Гілл розташований за координатами 41°25′17″ пн. ш. 73°36′25″ зх. д. / 41.42139° пн. ш. 73.60694° зх. д. (41.421304, -73.606864).  За даними Бюро перепису населення США в 2010 році переписна місцевість мала площу 2,54 км², з яких 2,25 км² — суходіл та 0,29 км² — водойми.

## Демографія
Згідно з переписом 2010 року, у переписній місцевості мешкало 2089 осіб у 735 домогосподарствах у складі 582 родин. Густота населення становила 823 особи/км².  Було 768 помешкань (302/км²).
Расовий склад населення:
| - 92,0 % — білих - 2,2 % — азіатів - 2,0 % — чорних або афроамериканців - 2,0 % — осіб інших рас |

До двох чи більше рас належало 1,8 %. Частка іспаномовних становила 11,6 % від усіх жителів.
За віковим діапазоном населення розподілялося таким чином: 23,2 % — особи молодші 18 років, 63,3 % — особи у віці 18—64 років, 13,5 % — особи у віці 65 років та старші. Медіана віку мешканця становила 43,1 року. На 100 осіб жіночої статі у переписній місцевості припадало 98,0 чоловіків;  на 100 жінок у віці від 18 років та старших — 96,0 чоловіків також старших 18 років.
Середній дохід на одне домашнє господарство  становив 98 935 доларів США (медіана — 90 909), а середній дохід на одну сім'ю — 111 329 доларів (медіана — 100 417). Медіана доходів становила 66 207 доларів для чоловіків та 81 571 долар для жінок. За межею бідності перебувало 1,2 % осіб, у тому числі 0,0 % дітей у віці до 18 років та 0,0 % осіб у віці 65 років та старших.
Цивільне працевлаштоване населення становило 746 осіб. Основні галузі зайнятості: освіта, охорона здоров'я та соціальна допомога — 25,7 %, виробництво — 13,7 %, науковці, спеціалісти, менеджери — 11,4 %, інформація — 10,6 %.